# Taça da AF Braga de 2010–11
A Taça da AF Braga é uma competição por eliminatórias disputadas por clubes que participam nos campeonatos da AF Braga.

## 1ª Eliminatória
A 1ª Eliminatória, inclui apenas Clubes da 1ª e 2ª Divisão, foi disputada a duas mãos, nos dias 12 de Setembro e 5 de Outubro.
Em resultado do sorteio, o São Paio d´Arcos está isento e apurou-se imediatamente para a 2ª Eliminatória.
| Visitado          | Resultado | Visitante          | 1ª Mão | 2ª Mão |
| Frossos           | 2-13      | GD Adaúfe          | 1-5    | 1-8    |
| Águias da Graça   | 5-0       | GD Caldelas        | 5-0    | 0-0    |
| Sp. Cabreiros     | 4-2       | Pedralva           | 3-1    | 1-1    |
| Panoiense         | 4-3       | Lanhas             | 1-1    | 3-2    |
| Soarense          | 0-1       | Palmeiras          | 0-0    | 0-1    |
| S. Paio d’Arcos   | 4-2       | Est. Figueiredo    | 3-2    | 1-0    |
| Campelos          | 7-2       | Selho              | 3-0    | 4-2    |
| A. Urgeses        | 1-3       | St. Adrião         | 0-1    | 1-2    |
| UD Airão          | 4-2       | Longos             | 1-0    | 3-2    |
| Tabuadelo         | 4-2       | Ases St. Eufémia   | 3-1    | 1-1    |
| Fornelos          | 0-5       | Operário Antime    | 0-1    | 0-4    |
| Fermilense        | 2-5       | Arco de Baúlhe     | 0-0    | 2-5    |
| Agrupamento       | 2-4       | Águias Alvite      | 1-0    | 1-4    |
| Leões Enguardas   | 4-3       | Arsenal Devesa     | 1-2    | 3-1    |
| Viatodos          | 1-5       | Antas              | 1-1    | 0-4    |
| Vila Chã          | 6-1       | Sp. Ucha           | 5-0    | 1-1    |
| Gandra            | 5-2       | Granja             | 4-0    | 1-2    |
| Roriz             | 0-3       | Pousa              | 0-2    | 0-1    |
| MARCA             | 3-2       | Necessidades       | 2-1    | 1-1    |
| Carreira          | 2-4       | Águias Alvelos     | 1-2    | 1-2    |
| Merelim S. Paio   | 2-1       | Realense FC        | 2-0    | 0-1    |
| Tadim             | 7-2       | Guisande           | 2-0    | 5-2    |
| Dumiense          | 0-2       | Sequeirense        | 0-2    | 0-0    |
| Sobreposta        | 2-7       | GD Figueiredo      | 1-1    | 1-6    |
| S. Mamede d’Este  | 4-6       | Parada Tibães      | 3-3    | 1-3    |
| Mov. Juv. Póvoa   | 6-4       | Trandeiras         | 3-2    | 3-2    |
| CD Amares         | 5-3       | GD Peões           | 2-1    | 3-2    |
| Emilianos         | 3-2       | Brito SC           | 1-0    | 2-2    |
| Bairro FC         | 1-3       | São Cosme          | 0-0    | 1-3    |
| Juv. Mouquim      | 3-5       | Arnoso Santa Maria | 1-2    | 2-3    |
| Gondifelos        | 3-4       | Lagense            | 2-2    | 1-2    |
| Operário FC       | 2-5       | Delães             | 2-1    | 0-4    |
| São Nicolau Basto | 0-3       | Regadas            | 0-1    | 0-2    |
| GD Gerês          | 5-2       | Cabeceirense       | 3-0    | 2-2    |
| Travassós         | 1-0       | Guilhofrei         | 1-0    | 0-0    |
| GD Cavez          | 1-3       | GD Silvares        | 1-1    | 0-2    |
| GD Mosteiro       | 0-3       | ACD Pica           | 0-2    | 0-1    |

## 2ª Eliminatória
A 2ª Eliminatória, cujo sorteio incluiu clubes da Divisão de Honra, foi disputada a duas mãos, a realizadas nos dias 31 de Outubro e 28 de Novembro.
Em resultado do sorteio, o GD Figueiredo ficou isento e apurou-se imediatamente para a 3ª Eliminatória.
| Visitado           | Resultado | Visitante       | 1ª Mão | 2ª Mão      |
| Vilaverdense       | 18-1      | MARCA           | 13-1   | 5-0         |
| CD Amares          | 0-10      | GD Prado        | 0-6    | 0-4         |
| ID Vila Chã        | 1-2       | Forjães SC      | 0-0    | 1-2         |
| Martim             | 4-0       | Gandra          | 3-0    | 1-0         |
| Águias de Alvelos  | 0-7       | FC Marinhas     | 0-2    | 0-5         |
| Antas              | 7-0       | Pousa           | 4-0    | 3-0         |
| Terras de Bouro    | 3-2       | Celeirós        | 3-1    | 0-1         |
| Panoiense          | 2-2       | Leões Enguardas | 2-2    | 4-2** (0-0) |
| Arentim            | 0-2       | Sequeirense     | 0-2    | 0-0         |
| Porto D’Ave        | 8-2       | SC Cabreiros    | 5-1    | 3-1         |
| Tadim              | 1-1       | S. Paio D’Arcos | 1-0    | 0-3* (0-1)  |
| Emilianos          | 6-5       | Adaúfe          | 0-0    | 6-5** (0-0) |
| Águias da Graça    | 2-0       | Merelim S. Paio | 1-0    | 1-0         |
| Palmeiras          | 0-1       | GD Gerês        | 0-0    | 0-1         |
| Parada de Tibães   | 5-5       | MJ Póvoa        | 2-1    | 4-2** (3-4) |
| Campelos           | 4-1       | Ruivanense      | 1-0    | 3-1         |
| Águias Alvite      | 2-2       | S. Cosme        | 0-1    | 5-3** (2-1) |
| Arões SC           | 6-0       | Airão           | 2-0    | 4-0         |
| Celoricense        | 2-6       | Torcatense      | 2-3    | 0-3         |
| Nespereira         | 3-4       | Arco Baúlhe     | 3-1    | 0-3         |
| Silvares           | 2-3       | Desp. Ronfe     | 2-1    | 0-2         |
| Arnoso Santa Maria | 2-5       | Polvoreira      | 1-2    | 1-3         |
| Lagense            | 2-7       | ACD Pica        | 2-3    | 0-4         |
| Delães             | 3-5       | Santo Adrião    | 2-4    | 1-1         |
| AN Tabuadelo       | 0-7       | Travassós       | 0-3    | 0-4         |
| Ninense            | 4-1       | Operário Antime | 1-1    | 3-0         |
| GD Louro           | 7-0       | Regadas         | 5-0    | 2-0         |
| Pevidém            | 5-0       | Santa Eulália   | 0-5    | 0-0         |
| GD Figueiredo      | Isento    |                 |        |             |

-* Após prolongamento
-** Após grandes penalidades

## 3ª Eliminatória
A 3ª Eliminatória, foi disputada a uma só mão, nos dias 8 de Dezembro e 23 de Janeiro (3 jogos).
Em resultado do sorteio, GD Porto d’Ave (DH),GD Gerês (I D) e Ruivanense (I D) ficaram isentos e apurando-se imediatamente para os Oitavos de Final.
| Visitado                 | Resultado   | Visitante              |
| GD Louro (DH)            | 0-4         | FC Marinhas (DH)       |
| Polvoreira (DH)          | 0-2         | Terras Bouro (DH)      |
| Forjães SC (DH)          | 2-1         | Torcatense (DH)        |
| Águias da Graça (I D)    | 3-1         | S. Paio d’Arcos (II D) |
| Sequeirense (II D)       | 0-1         | Santa Eulália (DH)     |
| Parada Tibães (II D)     | 1-0         | Panoiense (I D)        |
| Santo Adrião (II D)      | 0-3         | Martim (DH)            |
| Desportivo de Ronfe (DH) | 3-0         | Ninense (DH)           |
| Prado (DH)               | 2-0         | Arco de Baúlhe (I D)   |
| Emilianos (II D)         | 0-1         | GD Figueiredo (I D)    |
| Águias Alvite (II D)     | 2-3* (2-2)  | Arões SC (DH)          |
| Travassós (I D))         | 3-5** (3-3) | Antas (II D)           |
| ACD Pica (I D)           | 1-3         | Vilaverdense (DH)      |
| GD Porto d’Ave (DH)      | Isento      |                        |
| GD Gerês (I D)           | Isento      |                        |
| Ruivanense (I D)         | Isento      |                        |

-* Após prolongamento
-** Após grandes penalidades

## Oitavos de Final
Os jogos foram disputados a 8 de Março (esta eliminatória é disputada em apenas 1 mão).
| Visitado        | Resultado          | Visitante        |
| Vilaverdense    | 3-0                | Parada de Tibães |
| GD Figueiredo   | 3-1                | Forjães          |
| Prado           | 1-0                | Desp. Ronfe      |
| Águias da Graça | 8-7** (2-2*) (1-1) | Arões            |
| Terras do Bouro | 1-0                | Campelos         |
| Sta. Eulália    | 3-1                | Porto d'Ave      |
| Martim          | 2-1*               | Antas            |
| Marinhas        | 0-1*               | GD Gerês         |

-* Após prolongamento
-** Após grandes penalidades

## Quartos de Final
Os jogos foram disputados a 23 de Abril (esta eliminatória é disputada em apenas 1 mão).
| Visitado      | Resultado | Visitante       |
| GD Figueiredo | 1-2       | GD Gerês        |
| Prado         | 1-0       | Águias da Graça |
| Martim        | 0-2       | Vilaverdense    |
| Sta. Eulália  | 1-0       | Terras do Bouro |

## Meias Finais
As meias finais são disputadas as 2 mãos. A 1ª mão foi disputada a 29 de Maio e a 2ª mão a 4 de Junho.
| Visitado | Resultado | Visitante    | 1ª Mão | 2ª Mão |
| GD Prado | 2-4       | Vilaverdense | 2-0    | 0-4    |
| GD Gerês | 0-1       | Sta. Eulália | 0-1    | 0-0    |

## Final
Na final realizada no dia 10 de Junho de 2011 no Estádio 1º de Maio em Braga perante mais de 6000 pessoas, a Equipa do Santa Eulália conquistou a Taça da Associação de Futebol de Braga ao bater o Vilaverdense por 4-2.
Em jogo integrado na festa de encerramento de época no Estádio 1º de Maio, onde passaram mais de 60 equipas campeãs e vencedoras de
Taças o Santa Eulália terminou a época fazendo a festa e levantou a Taça.
| 10 de Junho de 2011 | CCD Sta. Eulália                   | 4–2 | Vilaverdense          | Estádio 1º de Maio                               |
| 17:00               | Zézè 37' e 60'; Carlitos 71' e 83' |     | Armando 5'; Pedró 86' | Público: 6 000 Pessoas Árbitro: Manuel Fernandes |